# Adaro (Band)
Adaro war eine 1997 gegründete Musikgruppe, die Mittelalter-Rock spielte.

## Stil
Nachdem sie sich auf der ersten CD hauptsächlich bei spanischem mittelalterlichen Liedgut aus dem 13. und 14. Jahrhundert bedient hatten, waren ihre folgenden Veröffentlichungen eine Widmung an den Minnesang des ausgehenden Hochmittelalters. So finden sich hier – neben Texten des Nürnberger Meistersängers Hans Sachs – auch Titel aus der Feder von Walther von der Vogelweide und Oswald von Wolkenstein wieder.

## Konzerte
Der traditionelle Höhepunkte ihrer Konzerte war das Stück „Der Todten Dantz“. Bei diesem Stück spielte Christoph Pelgen als Tod verkleidet auf dem Krummhorn recht aggressive Töne. Konstanze Kulinsky spielt dagegen als Frühling in einem grünen Kleid mit Blumenhut den Part des Lebens auf ihrer Drehleier romantische und schöne Melodien. Dieses sich im Tempo stark variierende Stück war durch die Aufteilung auf die beiden sehr unterschiedlichen Teile (Tod & Leben) mit ihren beiden sehr unterschiedlichen Melodien und Stimmungen trotz der Länge von über acht Minuten sehr abwechslungsreich.
Wegen des Arrangements mit Synthesizern und Perkussionseffekten wurde dieses Stück allerdings nicht 100 % live gespielt, sondern basierte auf einem eingespielten Backingtrack, zu dem die Musiker auf der Bühne alle live spielten.

## Diskografie
- 1997: Stella Splendens
- 1999: Words never spoken
- 2002: Minnenspiel
- 2004: Schlaraffenland
- 2004: Words never spoken – Extended Edition (Original 1999 CD + Liveaufnahmen vom 23. Juli 2004 in Walddorfhäslach)